# Angiolo Nespoli
Angiolo Nespoli (Firenze, 25 marzo 1786 – 1839) è stato un medico italiano che visse e operò tra il XVIII e il XIX secolo.
Insieme a Giovanni Strambio e Annibale Omodei, fu uno dei primi medici italiani a promuovere l'utilizzo dello stetoscopio.

## Biografia

### Istruzione
Angiolo Nespoli nacque a Firenze il 25 marzo 1786. Il padre Giuseppe Niccola Luigi Nespoli, figlio dell’aretino Francesco Nespoli, studiò medicina nella prestigiosa città di Arezzo, poi si trasferì a Pisa dove il 23 maggio 1771 conseguì la laurea. Dopo aver ottenuto l’abilitazione all'esercizio della professione medica, si stabilì a Firenze dove incontrò e sposò la signora Tecla, figlia di Giuseppe Vannini; dal loro matrimonio nacque Angiolo Nespoli. Egli compì gli studi scientifici al Collegio degli Scolopi di Firenze; alunno assiduo e diligente, presto si accostò con curiosità e interesse alla medicina, la "sublime scienza".. Tuttavia a quel tempo il privilegio dello studio della medicina era riservato a pochi, in considerazione del fatto che la bolla Pro Excellenti, emanata il 19 gennaio 1525 da Papa Clemente VII, stabiliva che l’ammissione all'università di Pisa fosse riservato ai soli giovani della città di Arezzo. All'epoca a dare lustro alla città toscana era, tra gli altri, un luminare della medicina, Antonio Filippo Ciucci, che nella sua opera Promptuarium Chirurgicum del 1679 descrisse un nuovo metodo per operare chirurgicamente i reni (esso prevedeva l’utilizzo di una pinzetta a tre branche chiamata tenacula con la quale venivano estratti dalla vescica i calcoli renali dopo la loro triturazione, intervento al quale lo stesso Ciucci decise di sottoporsi). Nespoli, nonostante non risiedesse ad Arezzo, domandò di essere inserito fra i concorrenti per ottenere un posto nell'università, poiché nato da padre aretino. Dopo aver concorso assieme a Luigi Goti, Pietro Bellotti, Ferdinando Cittadini, Francesco Pieracini, aretini, e Lorenzo Cipolleschi di Quarata, si distinse e riuscì ad ottenere uno dei due posti disponibili nel Collegio Ferdinando I di Pisa (oggi Scuola superiore di studi universitari e di perfezionamento Sant'Anna), dove studiò medicina per quattro anni per poi ritornare a Firenze.

### La carriera
Nespoli conseguì la laurea a Pisa nel maggio del 1806 e nel 1808 a Firenze ottenne l'abilitazione alla professione medica. Nello stesso anno iniziò l'attività di medico nell'I. R. Arcispedale di Santa Maria Nuova (attuale Ospedale di Santa Maria Nuova) dove, oltre a esercitare la professione di medico curante, venne a conoscere le nuove metodologie di cura. Particolare interesse destarono in lui gli studi di Giovanni Battista Morgagni, fondatore dell'anatomia patologica, e di Albrecht von Haller, che nelle Icones anatomicae descrisse per primo la circolazione arteriosa nel corpo umano. Dopo otto anni di esercizio, il 30 dicembre 1819 fu nominato professore di clinica interna nello stesso ospedale insieme al professore Eustachio Polidori, e quando questi fu trasferito all'Università di Pisa, Nespoli ottenne il pieno incarico delle funzioni di clinico.
Rifacendosi al metodo scientifico di Galilei, quello induttivo, per valorizzare il dato esperienziale, l'impostazione seguita dal dott. Nespoli era basata sull'individuazione delle terapie attraverso un'analisi attenta dei dati ricavati dall'esperienza. Questo metodo risultava innovativo per l'epoca, poiché le scuole di medicina seguivano uno schema più astratto ed estraneo all'analisi delle specifiche evidenze delle malattie desunte da un attento esame e studio dei sintomi. Inoltre, nella prelezione agli studi di medicina pratica per l'anno scolastico 1823, Nespoli affermò di adottare i metodi innovativi di Laennec: fu, infatti, uno dei primi medici ad utilizzare lo stetoscopio in Italia, insieme ad Omodei e Strambio.

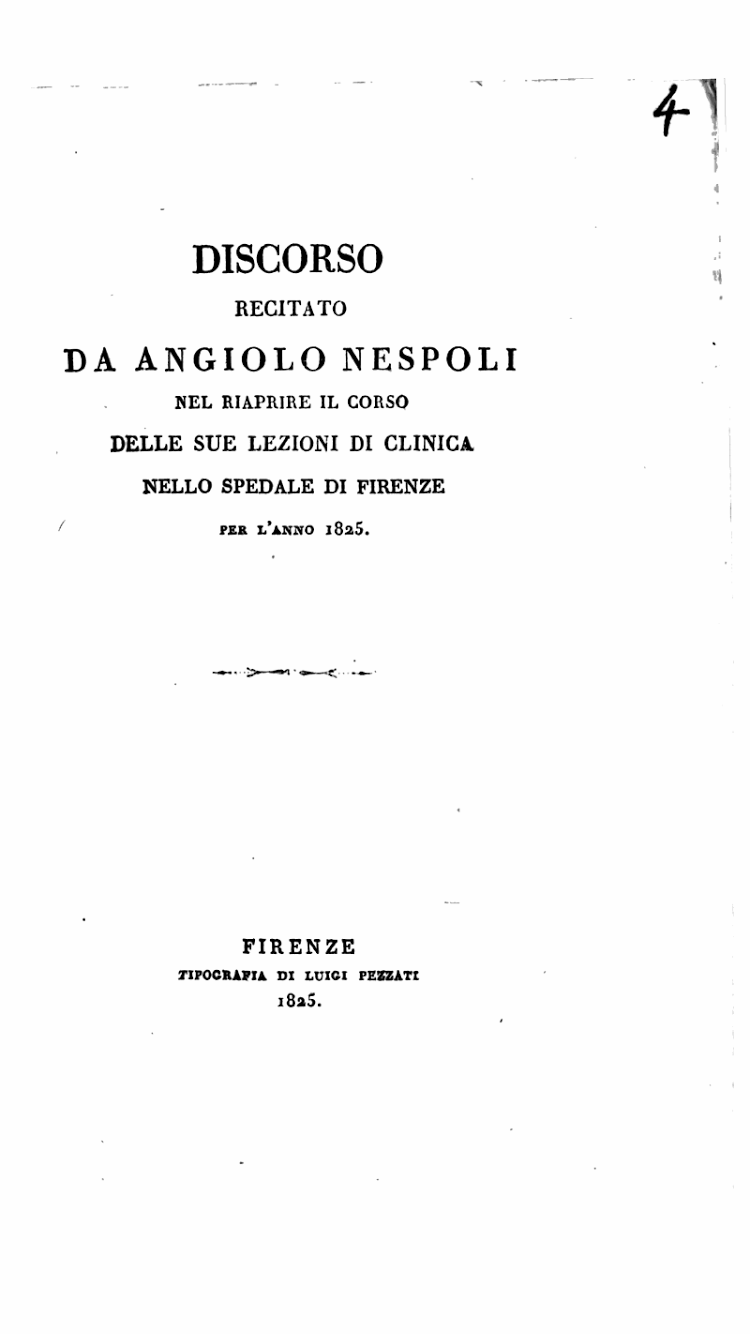
Frontespizio del discorso di Angiolo Nespoli per la riapertura del corso di clinica medica per l'anno 1825

### I discorsi e gli ultimi anni
Nei discorsi del 1825 e 1826, pronunciati in apertura alle sue lezioni di clinica, pubblicò i suoi studi condotti su un particolare tipo di flogosi, affermando che i rossori che appaiono dopo la morte nella parte interna dei vasi sanguigni sono un segno naturale del disfarsi della vita; in un altro discorso dimostrò quanto fosse valido l'utilizzo dello stetoscopio per scoprire eventuali patologie; nei discorsi di apertura delle sue lezioni degli anni 1826 e 1827 raccontò di un particolare caso di malattia da lui osservato, aprendo le strade alla moderna scienza diagnostica. In seguito alla morte dell'archiatra Francesco Torrigiani, nel marzo del 1833 Nespoli fu eletto protomedico di S.A.I. e R. il Granduca di Toscana e Preposto del collegio medico, chirurgico e farmaceutico di Firenze. Il 15 giugno 1855, fu iscritto fra i cavalieri dell'Ordine del Merito sotto il titolo di Ordine di San Giuseppe; divenne un medico talmente acclamato da essere ricercato dalle più prestigiose università e accademie, tra cui l'Accademia toscana di scienze e lettere La Colombaria, quella dei Fisiocritici di Siena, la Medico-fisica fiorentina, la Società medica di Livorno, l'Accademia della Valle Tiberina, l'Accademia Reale di Parigi. All'età di 53 anni, seppur apparentemente in ottima salute, fu improvvisamente colto da una grave malattia respiratoria. A tal proposito si racconta che la mattina stessa che la malattia lo allettò, il dott. Nespoli scrisse al Collegio Medico fiorentino per comunicare la sua volontà di istituire a proprie spese un premio di dieci zecchini da attribuire annualmente al giovane medico che si fosse distinto nella migliore diagnosi di una malattia importante.
Pochi giorni dopo, spirò.

## Opere principali
- Discorso tenuto come prelezione agli studi di medicina pratica per l'anno scolastico 1823
- Discorso tenuto per l'apertura delle sue lezioni di clinica dell'anno 1825 Tipografia di Luigi Pezzati - Firenze
- Discorso tenuto per l'apertura delle sue lezioni di clinica dell'anno 1826
- Discorso tenuto per l'apertura delle sue lezioni di clinica dell'anno 1827
- Lettera al Collegio Medico Fiorentino dell'anno 1839